# Тигровый хлеб
Тигровый хлеб («голландский хруст» в США, «tijgerbrood» или «tijgerbol» в Нидерландах, и «хлеб жирафа» в Великобритании) — коммерческое название хлеба, имеющего уникальный пёстрый цвет корочки.

## История
Тигровый хлеб, который также известен как «голландский хруст» или «tijgerbrood». Его название происходит от особого вида верхней части батона, который достигается путём нанесения пасты из рисовой муки перед выпечкой. Эта паста не содержит клейковины, поэтому не растягивается вместе с поднимающимся тестом. В процессе выпечки, когда батон расширяется, подсохшая паста начинает расходиться трещинами. Тигровый хлеб возник в Нидерландах и распространился в других странах Северной Европы. Его первое появление в США (в Области Залива, Калифорния), по некоторым источникам, датируют примерно 1909 годом.

## Особенности приготовления

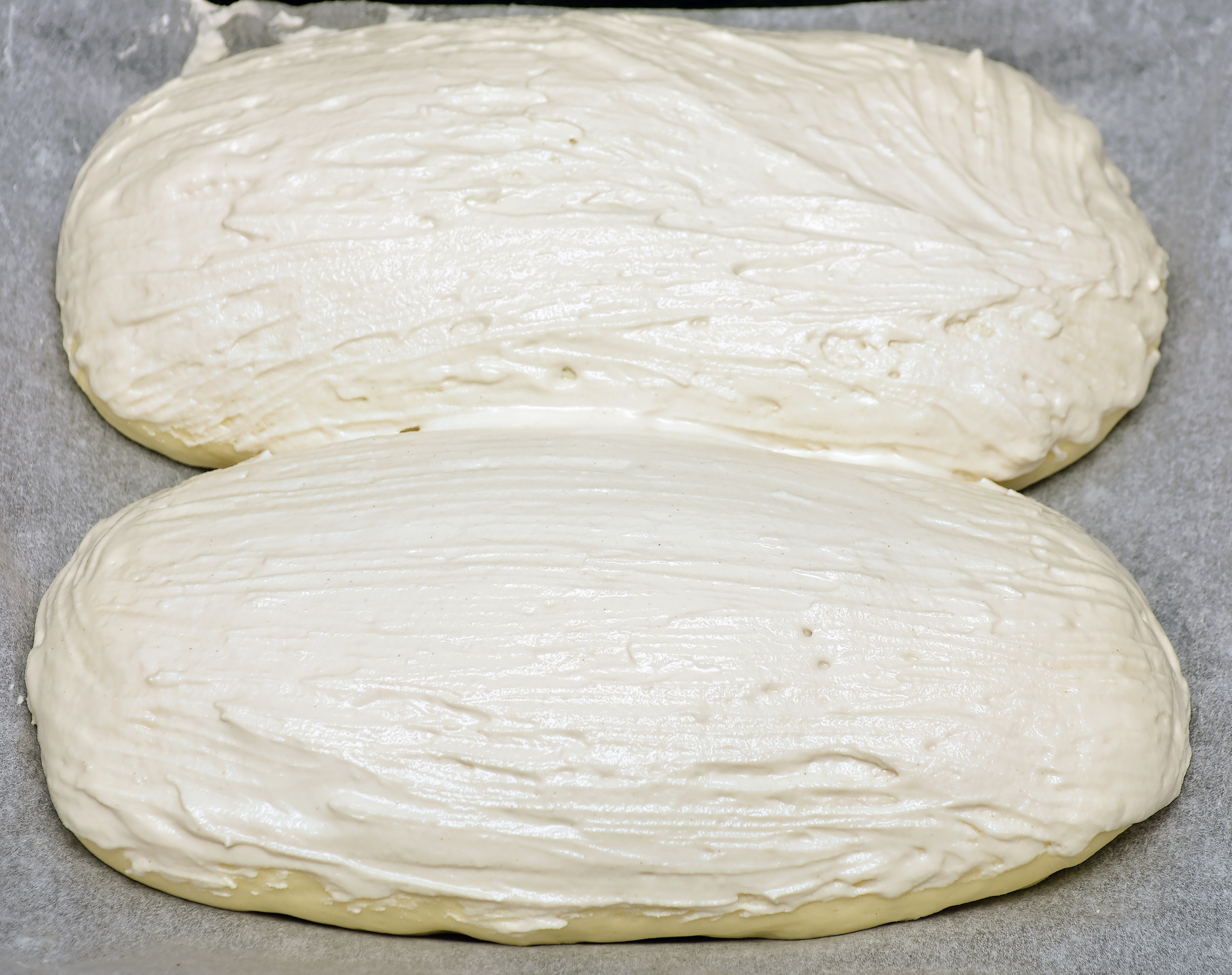
Тигровый хлеб перед выпечкой, нанесена рисовая паста

Сам хлеб, как правило, делают с кунжутным маслом, а пасту готовят из рисовой муки и наносят на поверхность до выпечки. Паста, придающая хлебу особый аромат, высыхает, и в процессе выпечки образовывается «тигровая шкура». Другой необходимый ингредиент — кунжутное масло — придаёт особый вкус и аромат хлебу. Запекшаяся рисовая корочка снаружи хрустящая, а внутри мягкая. Как правило, тигровый хлеб изготавливается в виде буханки или булочки белого хлеба, но рецепт предполагает изготовления в любой форме. Также можно использовать муку грубого помола.

## Интересные факты
В мае 2011 года трёхлетняя британка Лили Робинсон (Lily Robinson) написала письмо главному менеджеру сети продуктовых магазинов. Суть письма заключалась в том, что она не находит хлеб похожим на тигровую шкуру. В ответ она получила письмо с картой-купоном на £ 3, а хлеб с тех пор в британских магазинах начали именовать «хлебом жирафа».